# Ионино (Сумская область)
Ионино (укр. Іонине) — село, Семёновский сельский совет,
Глуховский район, Сумская область, Украина.
Код КОАТУУ — 5921586002. Население по переписи 2001 года составляло 110 человек.

## Географическое положение
Село Ионино находится на правом берегу реки Эсмань, выше по течению на расстоянии в 1,5 км расположено село Семёновка, ниже по течению на расстоянии в 3 км расположено село Перемога. К селу примыкают большие запруды.